# アナ・リリア・リベラ・リベラ
アナ・リリア・リベラ・リベラ（Ana Lilia Rivera Rivera、1973年2月14日 - ）は、メキシコの弁護士、政治家であり、アンドレス・マヌエル・ロペス・オブラドール大統領率いる国家再生運動に所属している。
彼女は2008年から2011年まで、トラスカラ州議会第13地区の地方議員を務めた。2018年9月1日以来、彼女はトラスカラ州選出のメキシコ議会上院議員を務めている。2023年9月1日から2024年8月31日まで、メキシコ元老院議長（上院議長）を歴任。

## 経歴
メキシコ合衆国、トラスカラ州のカルプラルパン市サンティアゴ・クアウラの町で生まれた。彼女はトラスカラ自治大学で法律を学んだ。1994年に彼女はサパティスタ民族解放軍（EZLN）によって招集された全国民主大会の議員であった。

## 政治家としての経歴

### トラスカラ州議会議員 (2008-2011)
2008年から2011年まで、彼女はトラスカラ州議会のLIX議会で州第13地区を代表して議員を務めた。2010年に彼女はカルプラルパン市議会議長のPRD候補者であった。2014年に彼女はトラスカラ州の国家再生運動の創設者となった。

### 上院議員 (2018-2024)
2018年の選挙で、彼女はLXIV議会のモレナ党からトラスカラ州を代表して連邦議会上院議員に選出された。
2023年、彼女はアレハンドロ・アルメンタ・ミエールの後任としてメキシコ上院議長に選出され、2024年8月31日まで務めた。